# Naissance (roman)
Pour les articles homonymes, voir Naissance (homonymie).
Naissance est un roman de Yann Moix publié le 28 août 2013 aux éditions Grasset, ayant obtenu le Prix Renaudot la même année. Il le décrit comme un livre de philosophie burlesque.

## Historique
Après avoir figuré sur les premières sélections des prix Goncourt, Renaudot, Médicis et Décembre, le roman obtient le prix Renaudot le 4 novembre 2013 dès le premier tour de scrutin.
Paul-Éric Blanrue assure avoir écrit 50 pages du roman.

## Résumé
Le roman est écrit à la première personne. Il relate la naissance et les premières années orléanaises de Yann Moix, marquées par les mauvais traitements infligés par ses parents biologiques. L'enfant va se choisir un père en la personne de Marc-Astolphe Oh, écrivain médiocre mais érudit qui sera à l'origine de la vocation littéraire de Yann Moix.

## Accueil critique
Pour Le Monde, le roman est « trop long, trop complaisant, trop hystérique, trop tout » pendant que Patrick Grainville, dans Le Figaro, y voit un « roman époustouflant ». Ce roman est qualifié de « livre hors-norme qui viole toutes les conventions romanesques » mais aussi « aussi répétitif que bondissant » par Le Nouvel Observateur, de « roman monumental » et de « roman interminable» par Les Échos dont « on en sort épuisé, satisfait de l'avoir terminé », et de « burlesque, excessif, polymorphe » par Le Temps. Pour Joseph Macé-Scaron, dans Le Magazine littéraire, « un tel livre est nécessairement plus grand que son auteur ». Pierre Assouline affirme qu'« on dira de Naissance que son auteur en fait trop, ce qui est vrai, mais n’est-ce pas le moins pour raconter la venue au monde d’un personnage qui est né sous le signe de l’excès, qui exagère, qui pousse à bout ».

### Comparaison avec Marc-Édouard Nabe
Une partie de la critique relève la proximité de Naissance et de Yann Moix avec l'œuvre de Marc-Édouard Nabe. Dans Le Figaro Magazine, Frédéric Beigbeder écrit : « Naissance rappelle Nabe's Dream, le journal intime de Marc-Edouard Nabe : on y trouve le même exhibitionnisme potache, certaines références similaires (notamment le jazz), la même paranoïa et une manière analogue d'étirer les scènes jusqu'au burlesque le plus hystérique. Un des pères spirituels du héros se nomme d'ailleurs Marc-Astolphe Oh ».
Jérôme Dupuis, dans L'Express, rejoint Beigbeder : « À vrai dire, c'est tout Naissance qui semble inspiré par l'œuvre de Nabe : le nom ridicule des personnages, l'obsession du jazz et de Ben Laden, le récit de la mise au monde, la figure de Swift… Mais, là où Nabe écrivait des livres excessifs, poignants, imparfaits et novateurs, Moix a donné naissance à un pavé mortellement ennuyeux ».

## Éditions
- Éditions Grasset, 2013  (ISBN 978-2246713210).
- Le Livre de poche, 7 octobre 2015  (ISBN 978-2253000815).